# ドク・ワトソン
ドク・ワトソン（Doc Watson、1923年3月3日 - 2012年5月29日）は、アメリカ合衆国のギタリスト。盲目のギタリスト、フォークシンガーとして知られた。ブルーグラス・ギター（フラット・ピッキング・ギター）の第一人者。

## 人物
1923年3月3日、アメリカ合衆国ノースカロライナ州ディープキャップ出身。家族が音楽好きの一家であり、物心がついた頃より様々な音楽に親しんでいる。
プロとしての活動は1954年頃から行っていたが、レコード・デビューは1964年と、40歳を過ぎてからの遅咲きであった。
息子のマール・ワトソン（ギター）と共にレコーディング、ツアーを続けていたが、1985年にマールが事故で急逝。しかし、その悲劇を乗り越えて、数多くのセッションやライブ活動を精力的に展開した。
1988年、国立芸術基金(NEA)の人間国宝に相当するナショナル・ヘリテージ・フェローシップを受賞。
2012年5月29日、ノースカロライナ州ウィンストン・セーラムのウェイクフォレストバプティストメディカルセンターにて逝去。89歳没。

## 演奏スタイル
クロス・ピッキングを駆使したフィドル・チューンの曲芸的な速弾きは、ベース・ラインが非常に凝っており、クラレンス・ホワイト、トニー・ライス、ノーマン・ブレイク、ダン・クレアリーらを始め、多くの後進のブルーグラス・ギタリストたちに影響を与えた。

## 脚註
1. ↑  “Arthel "Doc" Watson Appalachian Guitar Player/Singer”.   National Endowment for the Arts. 2025年6月10日閲覧。
2. ↑  Guitar legend dies ウィンストン・セーラムジャーナル 2012年5月30日閲覧

| スタブアイコン | サブスタブ | この項目は、まだ閲覧者の調べものの参照としては役立たない、歌手に関連した書きかけの項目です。この項目を加筆・訂正などしてくださる協力者を求めています（P:音楽/PJ:芸能人）。 |